# Herzog von Aarschot

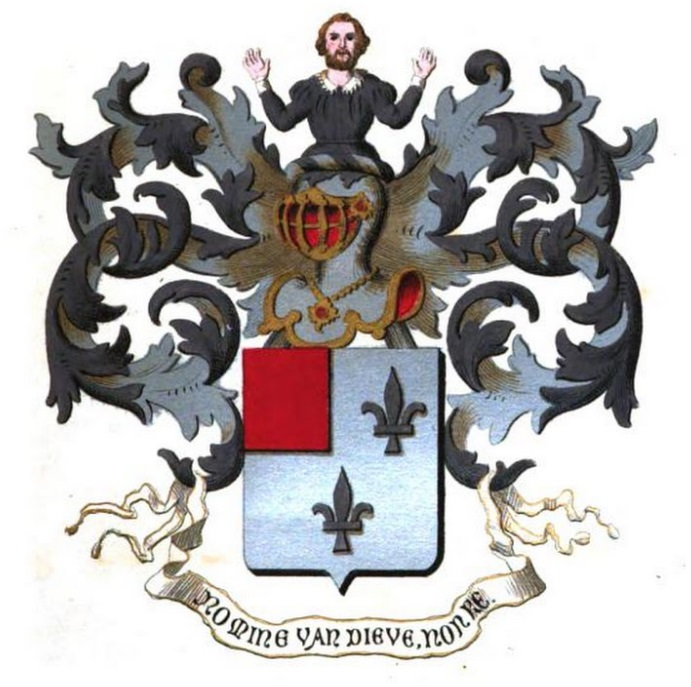
Wappen der Familie d’Aarschot de Dieve

Herzog von Aarschot (französisch: Duc d’Aarschot, auch Arschot und Aerschot geschrieben und bezogen auf die damals niederländische und heute belgische Gemeinde Aarschot) ist ein Adelstitel, den Kaiser Karl V., nach der Erschaffung des Titels eines Markgrafen von Aarschot (französisch: Marquis d’Aarschot) im November 1519 für Guillaume II. de Croÿ, im 1. April 1534 an dessen Neffen Philippe II. de Croÿ vergab. Da beides in seiner Eigenschaft als König von Spanien geschah, handelt es sich bei ihnen nicht um Titel des Heiligen Römischen Reichs.
Mit dem Tod Charles III. de Croÿs 1612 und dessen Schwester Anne de Croÿ 1635 ging der Titel an den Zweig Ligne des Hauses Arenberg über. Der aktuelle Titelträger ist Léopold von Arenberg, 13. Herzog von Arenberg und 19. Herzog von Aarschot.

## Herren von Aarschot
- Gottfried von Brabant († 1302), Herr von Aarschot
- Marguerite de Loraine-Vaudémont († nach 1477), Dame d’Aarschot, Tochter von Antoine, Graf von Vaudémont aus dem Haus Châtenois; ⚭ Antoine I. de Croÿ, genannt le Grand († 1475) Graf von Porcéan
- Philippe I. de Croÿ († 1511), deren Sohn, 2. Graf von Porcéan, Sire d’Aarschot; ⚭ Jacqueline de Luxembourg, Tochter von Louis, Graf von Saint-Pol
- Henri de Croÿ (1456–1514), dessen Sohn, 3. Graf von Porcéan, Graf von Seneghem, Seigneur d’Aarschot; ⚭ Charlotte de Châteaubriant, Tochter von René, Graf von Casant
- Guillaume II. de Croÿ (1458–1521), dessen Bruder, 1518 Graf von Beaumont, 1518 Herzog von Soria und Archi, 1521 Markgraf von Aarschot; ⚭ Maria Magdalena von Hamal, Erbtochter von Wilhelm von Hamal

## Markgrafen von Aarschot
- Guillaume II. de Croÿ, 1518 Graf von Beaumont, 1518 Herzog Soria und Archi, 1521 Markgraf von Aarschot; ⚭ Maria Magdalena von Hamal, Erbtochter von Wilhelm von Hamal
- Philippe II. de Croÿ (1496–1549), Sohn Henris de Croÿ, 1514 Graf von Porcéan, 1521 Herzog von Soria und Archi, 2. Graf von Beaumont, 1532 Marquis de Renty, 1532 Herzog von Aarschot; ⚭ 1) Anne de Croÿ, 2. Fürstin von Chimay, Tochter von Fürst Charles, ⚭ 2) Anne de Lorraine, Tochter von Herzog Anton II.

## Herzöge von Aarschot

### Haus Croÿ
- Philippe II. de Croÿ (1496–1549), 1514 Graf von Porcéan, 1521 Herzog von Soria und Archi, 2. Graf von Beaumont, 1532 Marquis de Renty, 1532 Herzog von Aarschot; ⚭ 1) Anne de Croÿ, 2. Fürstin von Chimay, Tochter von Fürst Charles, ⚭ 2) Anne de Lorraine, Tochter von Herzog Anton II.
- Charles II. de Croÿ  (1522–1551), dessen Sohn, 1539 3. Fürst von Chimay, 1549 2. Herzog von Aarschot, 3. Graf von Beaumont; ⚭ 1) Louise de Lorraine, Tochter von Claude de Lorraine, duc de Guise, ⚭ 2) Antoinette von Burgund, Tochter von Adolf von Burgund, Herr von Beveren
- Philippe III. de Croÿ (1526–1595), dessen Bruder, 3. Herzog von Aarschot, 4. Fürst von Chimay, 4. Graf von Beaumont; ⚭ 1) Henriette de Halewyn, Tochter von Jean III., ⚭ 2) Jeanne de Blois, Tochter von Louis de Blois, Seigneur de Trélon
- Charles III. de Croÿ (1560–1612), dessen Sohn, 1595 4. Herzog von Aarschot,5. Fürst von Chimay, 3. Fürst von Porcéan, Marquis de Montcornet, 5. Graf von Beaumont, 1594 Reichsfürst, 1598 Herzog von Croÿ; ⚭ 1) Marie de Brimeu, Tochter von Georges (Haus Brimeu), ⚭ 2) Dorothée de Croÿ, Tochter von Charles Philippe, 1. Marquis d’Havré, Reichsfürst
- Anne de Croÿ (1564–1635), dessen Schwester, 1612 Fürstin von Chimay, 6. Herzogin von Aarschot; ⚭ Charles de Ligne, 1576 Fürst von Arenberg, wohl 1606 Fürst von Rebecq

### Haus Arenberg-Ligne
- Philipp (1587–1640), deren Sohn, 1616 Fürst von Arenberg, 6. Herzog von Aarschot und Croÿ, Fürst von Porcéan und Rebecq; ⚭ 1) Pierre Hippolyte Anne de Melun, Tochter von Pierre de Melun, 3. Fürst von Épinoy, ⚭ 2) Isabelle Claire de Berlaymont, Tochter von Florent Graf von Berlaymond und Lalaing; ⚭ 3) Maria Cleopha von Hohenzollern, Tochter von Graf Karl II. in Sigmaringen
- Philipp Franz (1625–1674), dessen Sohn, 1. Herzog von Arenberg, 1640 7. Herzog von Aarschot und Croÿ, Fürst von Rebecq; ⚭ Magdalena Francisca Luisa Esperanza Anna Catalina Benrita de Borja y Doria, Tochter von Francisco III., 8. Herzog von Gandía
- Karl Eugen (1633–1681), dessen Bruder, 1674 2. Herzog von Arenberg, 8. Herzog von Aarschot etc.; ⚭ Marie Henriette de Cusance et de Vergy, Tochter von Claude François, Graf von Champlitte
- Philipp Karl Franz (1663–1691), dessen Sohn, 1681 3. Herzog von Arenberg, 9. Herzog von Aarschot; ⚭ Maria Enrietta Teresa del Carretto, Tochter von Oddone Enrico, Marchese di Savona e Grana
- Leopold Philipp Karl Joseph (1690–1754), dessen Sohn, 1691 4. Herzog von Arenberg, 10. Herzog von Aarschot, Fürst von Porcéan und Rebecq; ⚭ Marie Françoise Caroline Philippine Pignatelli, Tochter von Niccolò, Principe di Bisaccia
- Karl Maria Raimund (1721–1778), dessen Sohn, 1754 5. Herzog von Arenberg, 11. Herzog von Aarschot; ⚭ Louise Marguerite de La Marck, Erbtochter von Graf Ludwig Engelbert von der Mark
- Ludwig Engelbert Marie Joseph Augustin (1750–1820), dessen Sohn, 1778 6. Herzog von Arenberg, 12. Herzog von Aarschot, 1802 Herzog von Meppen und Fürst von Recklinghausen; ⚭ Louise de Brancas-Villars, Tochter von Louis Léon, Graf von Lauragais
- Prosper Ludwig (1785–1861), dessen Sohn, 1830 7. Herzog von Arenberg, 13. Herzog von Aarschot, 2. Herzog von Meppen und 2. Fürst von Recklinghausen; ⚭ 1) Stéphanie de Tascher de La Pagerie, Tochter von Robert Marguerite Baron de Tascher de La Pagerie, ⚭ 2) Ludmilla von Lobkowitz, Tochter von Fürst Anton Isidor con Lobkowitz
- Engelbert August (1824–1875), dessen Sohn, 1861 8. Herzog von Arenberg, 14. Herzog von Aarschot, 3. Herzog von Meppen und 3. Fürst von Recklinghausen; ⚭ Eleonore von Arenberg, Tochter Ernst von Arenbergs
- Engelbert Maria (1872–1949), dessen Sohn, 1875 9. Herzog von Arenberg, 15. Herzog von Aarschot, 4. Herzog von Meppen und 4. Fürst von Recklinghausen; ⚭ Hedwige de Ligne, Tochter von Charles de Ligne
- Engelbert Karl (1899–1974), dessen Sohn, 1938 10. Herzog von Arenberg, 16. Herzog von Aarschot, 5. Herzog von Meppen und 5. Fürst von Recklinghausen; ⚭ 1) Valerie zu Schleswig-Holstein, ⚭ 2) Mathild Callay, Tochter von Henri
- Erik (1901–1992), dessen Bruder, 1974 11. Herzog von Arenberg, 17. Herzog von Aarschot, 6. Herzog von Meppen und 6. Fürst von Recklinghausen; ⚭ Marie Thérèse de la Poèze d’Harambure, Tochter von Jean
- Jean Engelbert (1921–2011), 12. Herzog von Arenberg, 18. Herzog von Aarschot, 7. Herzog von Meppen und 7. Fürst von Recklinghausen; ⚭ Sophie Prinzessin von Bayern, Tochter des Kronprinzen Rupprecht von Bayern
- Léopold von Arenberg (* 1956), 13. Herzog von Arenberg, 19. Herzog von Aarschot, 8. Prinz von Meppen und 9. Prinz von Recklinghausen ⚭ Isabel-Juliana Gräfin zu Stolberg-Stolberg[1]